# Manuel Varela
Manuel Varela (* 1891 oder 1892; † 1927) war ein uruguayischer Fußballspieler.

## Verein
Der als Abwehrspieler eingesetzte, el Japonés (der Japaner) genannte Varela gehörte von 1914 bis 1918 dem Kader Peñarols in der Primera División an. Nachdem er in einen Bestechungsskandal um den die Meisterschaft jenes Jahres entscheidenden sogenannten "Clásico der Schande" am 11. November 1917 verwickelt war, in dessen Mittelpunkt der Anschuldigungen die Peñarol-Spieler José Piendibene und insbesondere José Pérez und er standen, verließ er im März 1918 die Aurinegros. Er spielte, da er aufgrund des seinerzeit geltenden Reglements bis zur Spielzeit 1919 pausieren musste, von 1919 bis 1925 für den Konkurrenten Nacional. Varela schlug in der Folgezeit unversöhnlicher Hass seitens der Anhänger Peñarols entgegen. Bei den Bolsos kam er jedoch nur noch selten zum Einsatz. Allerdings nahm er auch an deren Europa-Tournee im Jahre 1925 teil. Während seiner Zugehörigkeit zu Nacional gewann sein neuer Verein in den Jahren 1919, 1920, 1922, 1923 und 1924 jeweils den Landesmeistertitel.

## Nationalmannschaft
Varela war auch Mitglied der uruguayischen A-Nationalmannschaft. Insgesamt absolvierte er von seinem Debüt am 18. Juli 1915 bis zu seinem letzten Spiel für die Celeste am 25. Mai 1924 18 Länderspiele. Einen Treffer erzielte er nicht.
Varela nahm mit der Nationalelf an den Südamerikameisterschaften 1916 (drei Spiele), 1917 (drei Spiele) und 1919 (vier Spiele, ein Eigentor) teil. 1916 und 1917 gewann Uruguay jeweils den Titel. 1919 scheiterte sein Heimatland knapp und wurde Zweiter. 
Beim Turnier 1917 kam es zu der Besonderheit, dass Varela im letzten und entscheidenden Spiel gegen die argentinische Auswahl beim Stand von 1:0 für Uruguay ab der 70. Spielminute den verletzten Torhüter Cayetano Saporiti auf dessen Position ersetzte. Die restliche Spielzeit überstand er, ohne einen Gegentreffer hinnehmen zu müssen.
Überdies gewann er mit der heimischen Nationalelf auch die Copa Newton des Jahres 1917.

## Tod
Varela verstarb 1927 im Alter von lediglich 35 Jahren im Hospital Vilardebó.

## Erfolge
- Südamerikameister: 1916, 1917
- Copa Newton: 1917
- Uruguayischer Meister: 1919, 1920, 1922, 1923, 1924